# پندژی
پندژی (به لاتین: Pendzhi) یک منطقهٔ مسکونی در روسیه است که در داغستان واقع شده‌است.